# La Soledad, Amealco de Bonfil
La Soledad är en ort i Mexiko.   Den ligger i kommunen Amealco de Bonfil och delstaten Querétaro Arteaga, i den sydöstra delen av landet, 140 km nordväst om huvudstaden Mexico City. La Soledad ligger 2 747 meter över havet och antalet invånare är 1 236.
Terrängen runt La Soledad är huvudsakligen lite kuperad. La Soledad ligger uppe på en höjd. Runt La Soledad är det ganska tätbefolkat, med 78 invånare per kvadratkilometer. Närmaste större samhälle är Amealco, 5,2 km öster om La Soledad. I omgivningarna runt La Soledad växer huvudsakligen savannskog.